# Лонсдейліт

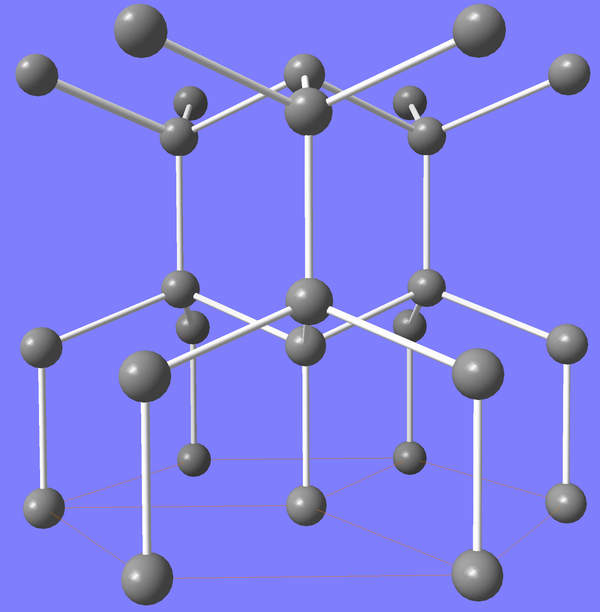
Молекулярна структура лонсдейліту

Лонсдейліт, лонсделеїт (англ. lonsdalite) — мінерал, гексагональний різновид алмазу.

## Етимологія та історія
Лонсдейліт вперше був виявлений у фрагменті метеорита Каньйон Діабло, який вважається причиною утворення відомого кратера Баррінджер в Аризоні, США. Вперше його описали в 1967 році Кліффорд Фрондел та Урсула Б. Марвін, які назвали мінерал на честь ірландського кристалографа та професора Кетлін Лонсдейл.
Типовий матеріал лонсдейліту зберігається в Гарвардському мінералогічному музеї Гарвардського університету в Кембриджю
За прізвищем англійського мінералога К. Лонсдейла (K.Lonsdale), C. Frondel, U.B.Marvin, 1967.

## Загальний опис
Лонсдейліт — алотропна гексагональна модифікація вуглецю з гомодесмічною кристалічною структурою, в якій атоми С перебувають у sp3-гібридизації і зв'язані з іншими чотирма атомами С σ-зв'язками, як і у алмазі, але розташовані дещо інакше. Структура аналогічна структурі вюртциту 2H.
Густина 3,51. Колір чорний.
Утворюється при високих тисках і відносно низьких температурах (близько 1299 К) з високоорієнтованого графіту. 
Лонсдейліт і алмаз мають тетраедричну геометрію електронних орбіталей атомів вуглецю, яка утворюється при sp3 — гібридизації. Атом вуглецю знаходиться в центрі тетраедра і пов'язаний чотирма зв'язками з атомами вуглецю, або іншими у вершинах тетраедра.
Структура алмазу і лонсдейліту відрізняється тим, що атоми алмазу, які знаходяться на другій сфері, що оточує вихідний атом на другій координаційній сфері, утворює архімедів кубооктаедр, куб з відрізаними кутами. В структурі лонсдейліту атоми другої координаційної сфери утворюють так званий гексагональний кубооктаедр, який утворюється з архімедового обертання його нижньої половини на 180º.
Для того, щоб атоми вуглецю мали однакове оточення в перших двох координаційних сферах, вони утворять одну з цих структур і будуть утворюватися монокристали. Якщо атоми вуглецю можуть побудувати зв'язки лише в першій координаційній сфері (тобто утворити тільки правильні тетраедри), то можуть виникнути змішані структури, в яких шари алмазу перемежаються зі шарами лонсдейліту. Це має місце, наприклад, в так званих двійниках, в яких два кристали алмазу з'єднані між собою шаром лонсдейліту.

## Поширення
Лонсдейліт зустрічається у вигляді мікроскопічних кристалів, пов'язаних з алмазом, у кількох метеоритах: Каньйон Діабло, Кенна та Аллан Гіллз 77283 разом зі шрейберзитом, когенітом, тенітом і графітом. Поклади лонсделеїту знайдені у Попігайському кратері (північний схід РФ). Він також зустрічається в природі в не-болідних алмазних розсипах у Республіці Саха. Матеріал з d-відстанями, що відповідають лонсдейліту, був знайдений у відкладеннях на озері Куїцео, у штаті Гуанахуато, Мексика, прихильниками суперечливої гіпотези про удар молодшого дріасу, яка зараз спростовується вченими-геологами та фахівцями з планетарних ударів. Твердження про лонсдейліт та інші наноалмази в шарі льодовикового щита Гренландії, який може мати вік молодшого дріасу, не були підтверджені та зараз оскаржуються. Його присутність у місцевих торф'яних відкладеннях вважається доказом того, що Тунгуська подія була спричинена метеоритом, а не фрагментом комети.
Типовим місцем знаходження мінералу лонсдейліту є також кімберлітове поле в Китаї. Лонсдейліт зустрічається разом з графітом та алмазом в уреїлітах, підтипі ахондриту.
Лонсдейліт виявлений також на Місяці.